# Masnuy-Bruyères
Masnuy-Bruyères is een woonkern in de tot de Henegouwse gemeente Jurbise behorende deelgemeente Masnuy-Saint-Jean.
De woonkern bestaat uit diverse onderdelen: Bruyère des Onze Villes, Bruyère Saint-Pierre, Bruyère Dincq, Bruyère de Jurbise en les Bruyères d'Erbaut.
In de Bruyère Dincq bevindt zich de Onze-Lieve-Vrouw van Bijstandkerk (Église Notre-Dame du Perpétuel Secours). Dit is een neogotisch kerkgebouw uit 1869. De hoogte van de kerk bedraagt 90 meter.
De Chaussée Brunehaut loopt door Masnuy-Bruyères. De omgeving, vooral in het zuiden, is bosrijk. 

## Nabijgelegen kernen
Masnuy-Saint-Jean, Jurbise, Nimy, Maisières, Masnuy-Saint-Pierre